# Кольтурано
Кольтурано (італ. Colturano) — муніципалітет в Італії, у регіоні Ломбардія,  метрополійне місто Мілан.
Кольтурано розташоване на відстані близько 470 км на північний захід від Рима, 15 км на південний схід від Мілана.
Населення — 2077 осіб (2014).

## Демографія
Населення за роками:

Станом на 1 січня 2023 року в муніципалітеті офіційно проживало 150 іноземців з 26 країн, серед них 42 громадяни країн Євросоюзу та 3 громадяни України.

## Сусідні муніципалітети
- Дрезано
- Меділья
- Меленьяно
- Сан-Джуліано-Міланезе
- Триб'яно
- Віццоло-Предабіссі